# Viscount Gort

Wappen der Viscounts Gort

John Vereker, 6. Viscount Gort

Viscount Gort, of Gort in the County of Galway, ist ein erblicher britischer Adelstitel in der Peerage of Ireland.

## Verleihung und nachgeordnete Titel
Der Titel wurde am 22. Januar 1816 an John Prendergast-Smyth, 1. Baron Kiltarton, verliehen. Dieser war ein langjähriges Mitglied des irischen House of Commons und Gouverneur des Countys Galway. Bereits am 15. Mai 1810 war er, ebenfalls in der Peerage of Ireland, zum Baron Kiltarton, of Gort in the County of Galway, erhoben worden. Die Baronie wird seither als nachgeordneter Titel des Viscounts geführt.
Da Prendergast-Smyth unverheiratet war, erfolgte die Verleihung der beiden Titel mit dem besonderen Vermerk, dass diese in Ermangelung eigener männlicher Nachkommen an den Sohn seiner Schwester Juliana Verecker und dessen männliche Nachkommen vererbbar sei.

## Weitere Titel
Der 6. Viscount diente als britischer Offizier in beiden Weltkriegen und stieg bis in den Rang eines Field Marschal auf. Er wurde am 8. Februar 1946 zum Viscount Gort, of Hamsterley in the County of Durham, erhoben. Dieser Titel gehörte zur Peerage of the United Kingdom und war mit dem Anspruch auf einen Sitz im House of Lords verbunden. Als er nur sieben Wochen später starb, erlosch dieser Titel, da er keine Söhne hinterließ. Seine übrigen Titel fielen an seinen jüngeren Bruder als 7. Viscount.

## Liste der Viscounts Gort (1816)
- John Prendergast-Smyth, 1. Viscount Gort (1742–1817)
- Charles Vereker, 2. Viscount Gort (1768–1842)
- John Vereker, 3. Viscount Gort (1790–1865)
- Standish Vereker, 4. Viscount Gort (1819–1900)
- John Vereker, 5. Viscount Gort (1849–1902)
- John Vereker, 6. Viscount Gort, 1. Viscount Gort (1886–1946)
- Standish Vereker, 7. Viscount Gort (1888–1975)
- Colin Vereker, 8. Viscount Gort (1916–1995)
- Foley Vereker, 9. Viscount Gort (* 1951)

Titelerbe (Heir apparent) ist der Sohn des jetzigen Viscounts, Hon. Robert Foley Prendergast Vereker (* 1993).